# Iglesia de Santa María (Morella)
La Iglesia Arciprestal de Santa María la Mayor de Morella (Provincia de Castellón, España), situada en la plaza de Benedicto XV, es un edificio construido entre los siglos XIII y XVI en estilos gótico valenciano y renacentista. A decir del historiador Marqués de Lozoya, se trata "de la más bella iglesia gótica de la región [valenciana]".

## Construcción
El templo fue construido entre 1265 y 1343, aunque no estuvo totalmente terminado hasta 1593, cuando fue consagrado por el obispo de Tortosa, morellano de nacimiento, don Gaspar Punter.

## Interior
El templo cuenta con una planta de tres naves con sus correspondientes ábsides, siendo la central de mayor anchura. Solo en uno de los lados (el del evangelio) hay capillas entre unos gruesos contrafuertes, mientras que en el otro (el de la epístola) se disponen las dos portadas. 
En el interior destacan los grandes pilares que sustentan las bóvedas de crucería. Mención especial merece el coro y su escalera de caracol, situado atípicamente en el penúltimo tramo, que presenta unos arcos rebajados y una bóveda estrellada. En la parte posterior del coro, se puede ver esculpido en forma de friso el Pórtico de la Gloria. Otras de sus joyas son: El altar mayor, sus tres rosetones con vidrieras originales de la Escuela valenciana del siglo XIV y el órgano de Francisco Turull.

### El altar mayor
El altar mayor es un grandioso retablo churrigueresco, dorado y con pinturas que representan la Asunción, la Adoración de los Reyes Magos, la celebración de la primera misa en Morella después de la Reconquista y la entrega del Lignum Crucis por Jaime II, entre otras.
El retablo (1657-1677) y revestimiento total del ábside (1677-1685) de preciosa talla y esgrafiado dorado (1739) churrigueresco fue construido por el escultor retablista Vicente Dolz en colaboración con otros artistas más o menos anónimos; conservando en su prístino lugar los lienzos: la Santa Cena y la Trinidad, de Espinosa; la Asunción de Juan Francisco Cruella; la Natividad de Jesús, la Adoración de los Reyes Magos, San Julián y San Teodoro, de Pablo Pontons; Primera misa en Morella después de la Reconquista, Entrega del Lignum Crucis por Jaime II, Moisés en el Sinaí y El Rey David, del círculo de Espinosa.)
Esparcidos por el templo hay otros lienzos: de Hilario Zaragozá, La Sagrada Familia (1700 ?); Santo Domingo, San Gregorio y San Felipe Neri, de Juan Francisco Cruella (1804-1886) y la cabeza de Nuestra Señora del Sufragio, atribuida a Sassoferrato (siglo XVII).

### El coro

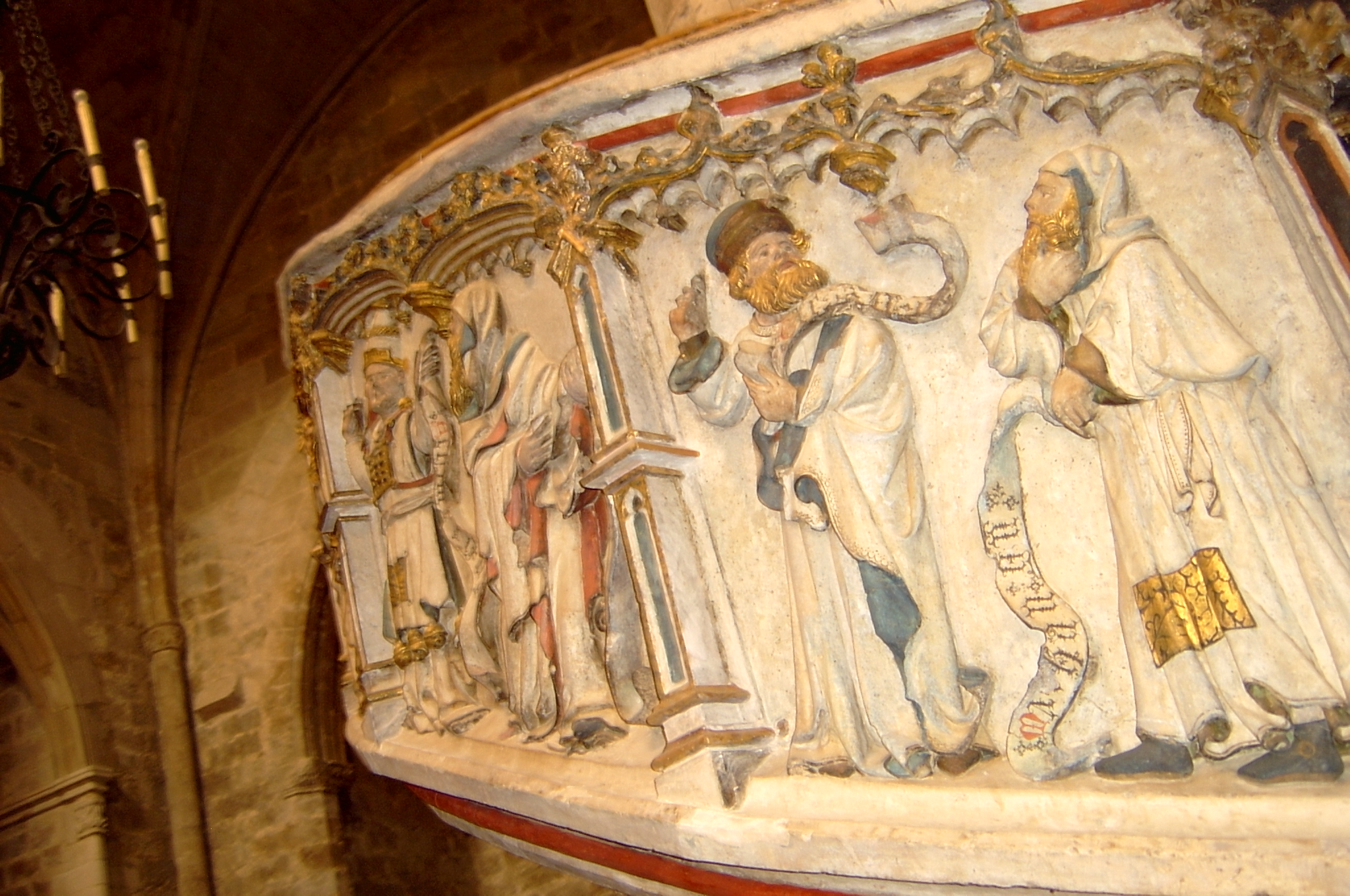
Escalera del coro

En el segundo tramo de la nave central y en alto, se levanta el coro. Acaso único ejemplo en el mundo de coro elevado y que no poseen ninguna de nuestras preciosas catedrales, con lo que, en ellas, la parte del templo propiamente útil para cultos es sumamente reducida.
Su bóveda, casi plana, resalta la dificultad de dicha obra arquitectónica. A él se llega por medio de una escalera que se enrosca a la tercera columna. El pretil de la misma está historiado con escenas del Nacimiento del Señor y de los Reyes Magos, así como la genealogía del Señor. Los relieves historiados de la escalera son obra de Antonio Sancho (1470) y del italiano Juseph Beli, de quien es también el juicio final del trascoro.
El coro fue planeado y ejecutado por el morellano Pedro Segarra entre 1406 y 1426. El trascoro está decorado con escenas del Juicio Final y crestería gótica.

## Exterior

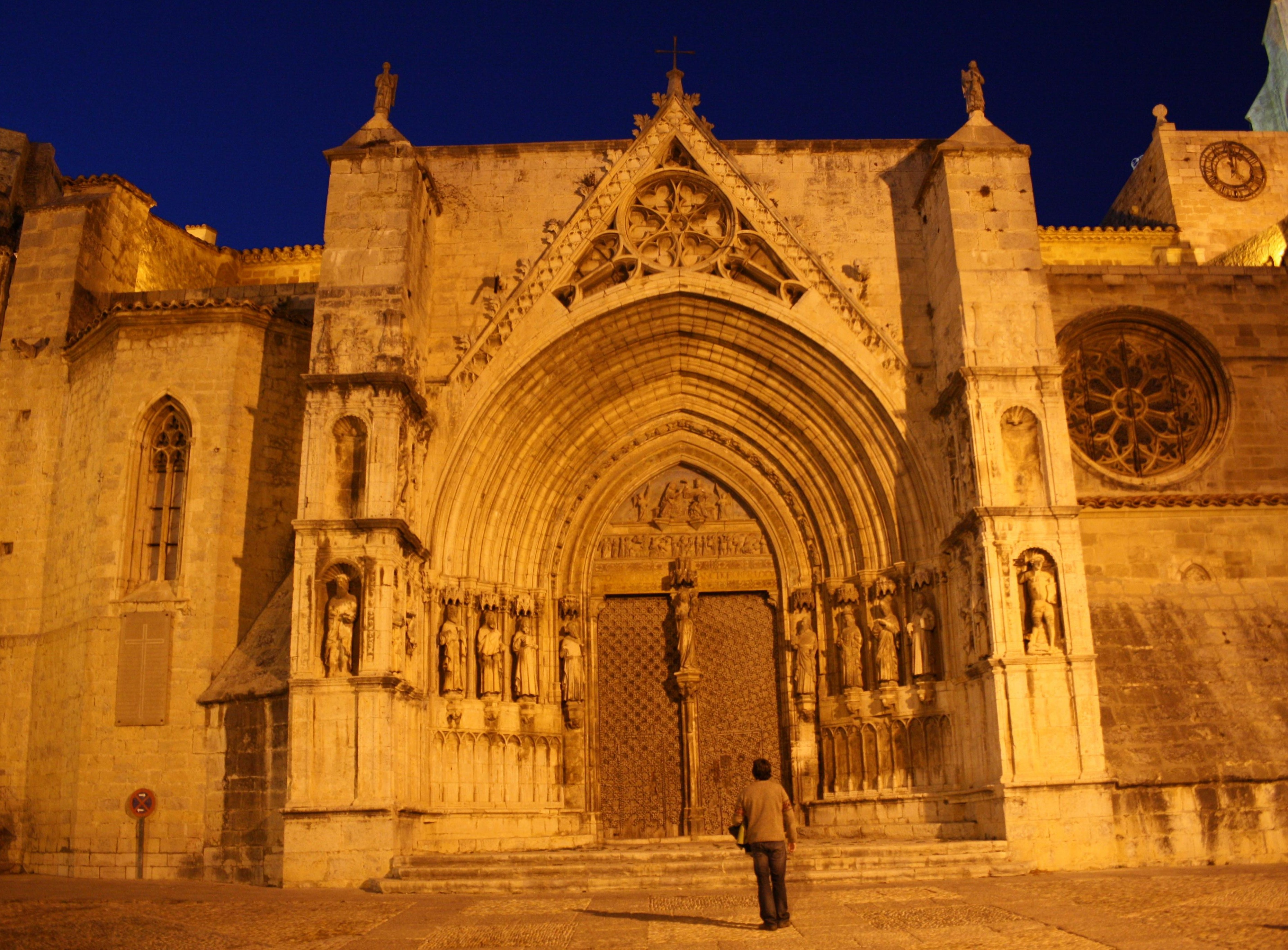
Puerta de los Apóstoles

Al exterior, en el muro de la parte derecha, destacan las dos portadas laterales y que son el único acceso al interior. Ambas portadas, adornadas con estatuas, están rematadas por un gablete y siguen fielmente la tipología gótica, se llevaron a cabo en el siglo XIV. La mayor, llamada puerta de los Apóstoles presenta en los extremos elementos renacentistas en la decoración de una intervención posterior y la estatua de la Madona del parte luz. La menor, llamada de las Vírgenes es de traza más refinada en cuanto a la decoración y contiene la estatua de santa Úrsula. Tanto la estatua de la Madona del Parte Luz como la de santa Úrsula son del siglo XIV.

## Gracias
La Santa Sede le ha otorgado abundantes gracias; destacamos la agregación a la Basílica de San Juan de Letrán de Roma y la elevación a basílica menor en agosto de 1958.